# خوان موسكوسو
خوان موسكوسو (بالإسبانية: Juan Carlos Moscoso) (6 مايو 1982 في السلفادور - ) هو لاعب كرة قدم سلفادوري في مركز الوسط. شارك مع منتخب السلفادور لكرة القدم. أما مع النوادي، فقد لعب مع نادي سانتانيكوس أسوشيتد ونادي جامعة السلفادور ‏.

## وصلات خارجية
- خوان موسكوسو على موقع الاتحاد الدولي (مؤرشف)  (الإنجليزية)
- خوان موسكوسو على موقع قاعدة بيانات كرة القدم.إي يو (الإنجليزية)